# Somebody That I Used to Know
"Somebody That I Used to Know" é uma canção do cantor e compositor belgo-australiano Gotye, com a participação da cantora neo-zelandeza Kimbra. A canção foi lançada na Austrália e na Nova Zelândia em 5 de julho de 2011 pela gravadora Eleven Music, como o segundo single do terceiro álbum de Gotye, Making Mirrors (2011). A canção usa sample da música "Seville" de 1967 do cantor e compositor brasileiro de Bossa Nova, Luiz Bonfá. O que foi devidamente registrado desde o lançamento da faixa.
A faixa foi lançada pela Universal Music em dezembro de 2011 no Reino Unido e no Brasil, e em janeiro de 2012 nos Estados Unidos. "Somebody That I Used to Know" foi escrita e gravada por Gotye na casa de seu pai na península de Mornington, em Melbourne na Austrália, e está liricamente relacionado com as experiências que ele teve em seus relacionamentos.
Comercialmente, "Somebody That I Used to Know" se tornou na faixa de maior sucesso de Gotye, se tornando a sua canção assinatura. A música atingiu a primeira posição na parada musical da Austrália, do Reino Unido, dos Estados Unidos, e em mais de vinte e três países. No Brasil, o single atingiu a 39ª posição, segundo a Billboard Brasil. Até maio de 2012, "Somebody That I Used to Know" já havia vendido um milhão de cópias no Reino Unido, se tornando o single mais vendido em território inglês até agora. Nos Estados Unidos, a canção vendeu cinco milhões de cópias, além de ser o single mais vendido da história da Bélgica, e ter se tornado o 3º single digital mais vendido na Alemanha. "Somebody That I Used to Know" já vendeu sete milhões de cópias, no total, se tornando um dos singles digitais mais vendidos de todos os tempos.
O videoclipe de "Somebody That I Used to Know" foi dirigido por Natasha Pincus e lançado em 30 de julho de 2011. O vídeo mostra Gotye e Kimbra nus contra um fundo branco, e enquanto eles cantam, um padrão de pintura cobre sua pele e o pano de fundo ao mesmo tempo, através de animação em stop motion. "Somebody That I Used to Know" já foi cantado em diversos programas de televisão, incluindo o The Voice, o American Idol e o Saturday Night Live. A canção também ganhou vários covers, de diferentes artistas. O grupo de indie rock canadense, Walk off the Earth, utilizou apenas uma guitarra, tocada pelos cinco membros da banda, para fazer a versão desta faixa. O elenco do seriado Glee, também fez uma versão para canção, que foi cantada por Darren Criss e Matthew Bomer. O grupo vocal estaduniense Pentatonix incluiu uma versão da canção em seu EP de estreia, PTX, Volume 1.

## Lista de faixas
| Download digital |                                |         |  |
| N.º              | Título                         | Duração |  |
| 1.               | "Somebody That I Used to Know" | 4:04    |  |

| Download digital e CD single |                                |         |  |
| N.º                          | Título                         | Duração |  |
| 1.                           | "Somebody That I Used to Know" | 4:04    |  |
| 2.                           | "Easy Way Out"                 | 1:57    |  |

| Download digital - Edição britânica |                                             |         |  |
| N.º                                 | Título                                      | Duração |  |
| 1.                                  | "Somebody That I Used to Know"              | 4:04    |  |
| 2.                                  | "Somebody That I Used to Know" (Videoclipe) | 4:03    |  |

| Download digital - Tiësto Remix |                                               |         |  |
| N.º                             | Título                                        | Duração |  |
| 1.                              | "Somebody That I Used to Know" (Tiësto Remix) | 4:33    |  |

| Download digital - Remixes |                                                          |         |  |
| N.º                        | Título                                                   | Duração |  |
| 1.                         | "Somebody That I Used to Know" (Gang Colours Remix)      | 3:19    |  |
| 2.                         | "Somebody That I Used to Know" (Bibio Remix)             | 4:54    |  |
| 3.                         | "Somebody That I Used to Know" (M-Phazes Remix)          | 5:02    |  |
| 4.                         | "Somebody That I Used to Know" (Faux Pas Remix)          | 3:59    |  |
| 5.                         | "Somebody That I Used to Know" (4Frnt Remix)             | 5:18    |  |
| 6.                         | "Somebody That I Used to Know" (Tiësto Remix)            | 4:33    |  |
| 7.                         | "Somebody That I Used to Know" (Sneaker Fox Remix)       | 7:17    |  |
| 8.                         | "Somebody That I Used to Know" (Dan Aux Remix)           | 4:54    |  |
| 9.                         | "Somebody That I Used to Know" (Miami Nights 1984 Remix) | 5:27    |  |
| 10.                        | "Somebody That I Used to Know" (Adrock Remix)            | 3:38    |  |

| 7" Vinyl Single |                                |         |  |
| N.º             | Título                         | Duração |  |
| 1.              | "Somebody That I Used to Know" | 4:04    |  |
| 2.              | "Bronte"                       | 3:13    |  |

## Desempenho nas paradas musicais
| Parada (2011-12)                           | Melhor posição |
| ------------------------------------------ | -------------- |
| Alemanha - Media Control Charts            | 1              |
| África do Sul - Mediaguide                 | 1              |
| Austrália - ARIA Charts                    | 1              |
| Áustria - Ö3 Austria Top 75                | 1              |
| Bélgica - Ultratop 50 (Flanders)           | 1              |
| Bélgica - Ultratop 40 (Valônia)            | 1              |
| Brasil - Billboard Brasil Hot 100          | 20             |
| Brasil - Billboard Brasil Hot Pop          | 3              |
| Canadá - Canadian Hot 100                  | 1              |
| Dinamarca - Tracklisten                    | 1              |
| Eslováquia - IFPI Slovenská Republika      | 1              |
| Escócia - The Official Charts Company      | 1              |
| Espanha - PROMUSICAE                       | 3              |
| Estados Unidos - Billboard Hot 100         | 1              |
| Estados Unidos - Adult Contemporary        | 3              |
| Estados Unidos - Adult Pop Songs           | 1              |
| Estados Unidos - Alternative Songs         | 1              |
| Estados Unidos - Hot Dance Club Songs      | 1              |
| Estados Unidos - Pop Songs                 | 1              |
| Estados Unidos - Rock Songs                | 1              |
| Finlândia - Suomen virallinen lista        | 1              |
| França - SNEP                              | 1              |
| Hungria - IFPI                             | 1              |
| Irlanda - Irish Recorded Music Association | 1              |
| Itália - FIMI                              | 1              |
| Japão - Japan Hot 100                      | 15             |
| Noruega - VG-lista                         | 2              |
| Nova Zelândia - RIANZ                      | 1              |
| Países Baixos - Dutch Top 40               | 1              |
| Polônia - ZPAV                             | 1              |
| Reino Unido - UK Singles Charts            | 1              |
| Chéquia - IFPI                             | 1              |
| Suécia - Sverigetopplistan                 | 1              |
| Suíça - Schweizer Hitparade                | 2              |

| Parada (2011)                  | Melhor posição |
| ------------------------------ | -------------- |
| Austrália - ARIA               | 2              |
| Bélgica - Ultratop 50 Flanders | 1              |
| Nova Zelândia - RIANZ          | 3              |
| Países Baixos - Megacharts     | 3              |

| Parada (2012)                      | Melhor posição |
| ---------------------------------- | -------------- |
| Estados Unidos - Billboard Hot 100 | 1              |

| País                          | Certificação | Vendas      |
| ----------------------------- | ------------ | ----------- |
| Alemanha - BVMI               | Platina      | + 300.000   |
| Austrália - ARIA              | 10× Platina  | + 700.000   |
| Áustria - IFPI Áustria        | Ouro         | + 15.000    |
| Bélgica - BEA                 | 3× Platina   | + 90.000    |
| Dinamarca - Tracklisten       | 2× Platina   | + 60.000    |
| Estados Unidos - RIAA         | 5× Platina   | + 5.000.000 |
| Finlândia - Musiikkituottajat | Ouro         | + 5.239     |
| Itália - FIMI                 | 2× Platina   | + 60.000    |
| Nova Zelândia - RIANZ         | 4× Platina   | + 60.000    |
| Suécia - GLF                  | Platina      | + 20.000    |
| Suíça - IFPI                  | 3× Platina   | + 90.000    |

## Histórico de lançamento
| País           | Data                   | Formato          |
| -------------- | ---------------------- | ---------------- |
| Austrália      | 5 de julho de 2011     | Download digital |
| Nova Zelândia  | 5 de julho de 2011     | Download digital |
| Bélgica        | 29 de julho de 2011    | Download digital |
| Países Baixos  | 29 de julho de 2011    | Download digital |
| Alemanha       | 11 de novembro de 2011 | Download digital |
| Brasil         | 9 de dezembro de 2011  | Download digital |
| Brasil         | 30 de dezembro de 2011 | Download digital |
| Reino Unido    | 30 de dezembro de 2011 | Download digital |
| Estados Unidos | 20 de janeiro de 2012  | Download digital |
| Estados Unidos | 17 de abril de 2012    | Download digital |
| Japão          | 13 de junho de 2012    | Download digital |

## Versão de Walk off the Earth
Em janeiro de 2012, o grupo de indie rock canadense, Walk off the Earth enviou um cover de "Somebody That I Used to Know" para o YouTube. Sua versão, utilizava apenas uma guitarra, que era tocada simultaneamente por todos os cinco membros do grupo. O cover feito pela banda, conseguiu mais de cem milhões de visualizações no YouTube, e até abril de 2012, já havia vendido 187.000 downloads legais nos Estados Unidos.

### Lista de faixas
| CD single |                                             |         |  |
| N.º       | Título                                      | Duração |  |
| 1.        | "Somebody That I Used to Know"              | 4:08    |  |
| 2.        | "Somebody That I Used to Know" (Videoclipe) | 4:25    |  |

| CD maxi-single |                                             |         |  |
| N.º            | Título                                      | Duração |  |
| 1.             | "Somebody That I Used to Know"              | 4:08    |  |
| 2.             | "Money Tree"                                | 3:13    |  |
| 3.             | "Joan and Bobby"                            | 3:38    |  |
| 4.             | "From Me to You"                            | 1:48    |  |
| 5.             | "Somebody That I Used to Know" (Videoclipe) | 4:25    |  |

| Parada (2012)                    | Melhor posição |
| -------------------------------- | -------------- |
| Áustria - Ö3 Austria Top 75      | 30             |
| Bélgica - Ultratop 50 (Flanders) | 30             |
| Bélgica - Ultratop 40 (Valônia)  | 28             |
| Canadá - Canadian Hot 100        | 13             |
| Dinamarca - Hitlisten            | 12             |
| França - SNEP                    | 80             |
| Países Baixos - Dutch Top 40     | 9              |
| Reino Unido - UK Singles Charts  | 80             |
| Suécia - Sverigetopplistan       | 45             |
| Suíça - Schweizer Hitparade      | 54             |

| País                  | Certificação | Vendas   |
| --------------------- | ------------ | -------- |
| Canadá - Music Canada | Platina      | + 80.000 |

## Versão deGlee
"Somebody That I Used to Know" ganhou uma versão cover no seriado estadunidense, Glee. Esta versão, foi cantada no 15º episódio da terceira temporada da série, intitulado "Big Brother" - e foi cantado por Darren Criss (Blaine Anderson) e Matthew Bomer (Cooper Anderson). A versão do Glee vendeu 152.000 cópias, em sua semana de lançamento nos Estados Unidos - atingindo a 26ª posição na principal parada musical dos EUA.

### Paradas musicais
| Parada (2012)                      | Melhor posição |
| ---------------------------------- | -------------- |
| Canadá - Canadian Hot 100          | 21             |
| Estados Unidos - Billboard Hot 100 | 26             |
| Reino Unido - UK Singles Charts    | 48             |